# Kim Magnusson (wielrenner)
Kim Magnusson (31 augustus 1992) is een Zweeds wielrenner die anno 2020 rijdt voor Riwal-Readynez Cycling Team. Hij is de zoon van voormalig wielrenner Glenn Magnusson.

## Carrière
In 2017 werd Magnusson nationaal kampioen op de weg. Hiermee volgde hij zijn vader, die 22 jaar eerder had gewonnen, op. Eerder dat jaar was hij onder meer twaalfde in het eindklassement van de Ronde van Rhodos en elfde in de Ringerike GP geworden. In augustus werd hij vijfde in de Grote Prijs van Kalmar, eind september reed hij de wegwedstrijd op het wereldkampioenschap niet uit.
In 2018 werd Magnussen prof bij Team EF Education First-Drapac p/b Cannondale.

## Overwinningen
2017
 Zweeds kampioen op de weg, Elite
2020
 Zweeds kampioen op de weg, Elite

## Resultaten in voornaamste wedstrijden
|      | \| Jaar \| Luik-Bast.‑Luik \| Strade Bianche \| Waalse Pijl \| \| WK op de weg \| \| ---- \| --------------- \| -------------- \| ----------- \| \| ------------ \| \| 2017 \| \| \| \| \| opgave \| \| 2018 \| opgave \| opgave \| opgave \| \| \| \| 2019 \| \| \| \| \| opgave \| \| 2020 \| \| \| \| \| \| \| 2021 \| \| \| \| \| opgave \| |                |             |  |              |
| Jaar | Luik-Bast.‑Luik | Strade Bianche | Waalse Pijl |  | WK op de weg |
| 2017 | |                |             |  | opgave       |
| 2018 | opgave | opgave         | opgave      |  |              |
| 2019 | |                |             |  | opgave       |
| 2020 | |                |             |  |              |
| 2021 | |                |             |  | opgave       |

## Ploegen
- 2014 –  Vini Fantini Nippo
- 2015 –  Team Tre Berg-Bianchi
- 2016 –  Team Tre Berg-Bianchi
- 2017 –  Team Tre Berg-PostNord
- 2018 –  Team EF Education First-Drapac p/b Cannondale
- 2019 –  Riwal-Readynez Cycling Team
- 2020 –  Riwal-Readynez Cycling Team

Bengtsson · Fåglum · Gustavsson · Kastemyr · Larsén · Lundgren · Magnusson · Sandersson · Wetterhall
Breschel · Brown · Canty · Cardona · Carthy · S. Clarke · W. Clarke · Craddock · Docker · Dombrowski · Howes · Langeveld · Magnusson · Martínez · McLay · Modolo · Moreno · Owen · Phinney · Rolland · Scully · Urán · Van Asbroeck · Vanmarcke · Woods